# Carlos Figueroa Lorente
Carlos Figueroa Lorente (Sevilla, 27 de maig de 1956) és un entrenador i exjugador d'hoquei sobre patins espanyol.
Malgrat la seva dilatada carrera com a jugador, on destacà a l'HC Liceo gallec, ha aconseguit el seu major prestigi com a entrenador. Ha desenvolupat tota la seva carrera com a entrenador a Catalunya, primer a l'Igualada HC, entre 1990 i 1995, posteriorment al FC Barcelona, al que entrenà des de 1995 i fins al 2005, al Reus Deportiu la temporada 2008-2009 i al Club Patí Vic a partir de 2011.
La trajectòria al Barça fou impressionant amb 31 títols en 10 anys, entre els quals destaquen sis copes d'Europa i vuit lligues espanyoles. És el tècnic amb més títols d'Espanya i Europa, esdevenint un dels millors entrenadors del món. El 15 de maig de 2005 va conquistar el seu últim títol oficial com a entrenador del FC Barcelona, la Copa d'Europa, al derrotar el FC Porto per 3 a 2 en la final de Reus.
Després de dos anys tornà a dirigir un equip d'hoquei, entrenant al CP Sitges a la segona categoria estatal, tot aconseguint el seu ascens a l'OK Lliga. L'any següent tornà a entrenar un equip d'elit, esdevenint l'entrenador del Reus Deportiu, amb l'objectiu de trencar l'hegemonia del Barça, fet que aconseguí en certa manera en guanyar el Campionat del Món de Clubs i la Copa d'Europa, no obstant, al final de la temporada abandonà l'entitat reusenca.
La temporada 2009-10, Carlos Figueroa es fa càrrec de la banqueta del Club Patí Vilanova femení i la direcció general del club. El juny de 2011 fitxà com a entrenador del Club Patí Vic.
Ha guanyat dues copes d'Europa com a jugador (amb el Liceo) i 10 com a entrenador (amb l'Igualada, el Barcelona i el Reus).

## Trajectòria esportiva
Com a jugador
- Pilaristas de Madrid: 1966-1973
- Ruan Alcobendas: 1973-1979
- Cerdanyola CH: 1979-1981
- Mollet HC: 1981-1983
- HC Liceo: 1984-1989
- Dominicos: 1989-1990
- CP Tordera: 1990

Com a entrenador
- Igualada HC: 1990-1995
- FC Barcelona: 1995-2005
- CP Sitges: 2007-2008
- Reus Deportiu: 2008-2009
- Club Patí Vilanova femení: 2009-10
- Club Patí Vic: 2011-12

## Palmarès com entrenador

### Reus Deportiu
- 1 Campionat del Món de Clubs (2008)
- 1 Copa d'Europa (2008/09)

### FC Barcelona
- 1 Copa Intercontinental
- 5 Supercopes d'Europa
- 6 Copes d'Europa
- 3 Copes Ibèriques
- 1 Copa de les Nacions de Montreux
- 9 OK Lligues
- 3 Lligues catalanes
- 4 Copes del Rei

### Igualada HC
- 1 Supercopa espanyola
- 2 Supercopes d'Europa
- 3 Copes d'Europa
- 3 OK Lligues
- 3 Lligues catalanes
- 2 Copes del Rei